# Otto Schneidereit
Otto Schneidereit (* 4. Januar 1915 in Berlin; † 30. November 1978 in Leipzig) war ein deutscher Regisseur, Dramaturg und Musikschriftsteller mit dem Schwerpunkt Operette.

## Leben
Schneidereit war in der DDR der führende Spezialist für gehobene Unterhaltungsmusik und Operette. Er war auch – in Zusammenarbeit mit Helmut Spieß und anderen – als Regisseur für den DFF tätig. Als langjähriger Chefdramaturg des Metropoltheaters Berlin beeinflusste er die Entwicklung des Heiteres Musiktheater sozialistischer Prägung im Übergang zwischen Operette und Musical. Mit seinen Recherchen und Positionen war er für die Rezeption der Operette im Westen Mitteleuropas bestimmend. Er war entscheidend an den künstlerischen, ästhetischen und politischen Diskursen zu den Genres in der DDR beteiligt, z. B. in den Zeitschriften Theater der Zeit und Theaterdienst.
Er bearbeitete z. B. die Operetten Fatinitza von Franz von Suppè und Die Großherzogin von Gerolstein von Jacques Offenbach. Seine Inszenierung von Der Zigeunerbaron an der Staatsoperette Dresden (1952) war ein entscheidender Schritt zur Akzeptanz dieser Operette in der DDR. Als Sujet-Erfinder und Textdichter der ersten Fassung Wer braucht Geld? von ''In Frisco ist der Teufel los'' war er Mitschöpfer eines der größten Operettenerfolge der DDR.  
Sein in zahlreichen Auflagen erschienener Operettenführer (1955 bis 1986) ist ein Spiegel zur Gattungsgeschichte und Rezeption von Operette in der DDR.

## Veröffentlichungen (Auswahl)
- Otto Schneidereit: Johann Strauß und die Stadt an der schönen blauen Donau
- Otto Schneidereit: Operette A–Z – Ein Streifzug durch die Welt der Operette und des Musicals Berlin: Henschel 1971
- Otto Schneidereit: Eduard Künneke, der Komponist aus Dingsda. Berlin: Henschel 1978
- Otto Schneidereit: Operettenbuch – Die Welt der Operette. Die Operetten der Welt; Berlin: Henschelverlag 1955 und 1964
- Otto Schneidereit: Operette A-Z. Ein Streifzug durch die Welt der Operette und des Musicals; Berlin 1986: Henschelverlag Kunst und Gesellschaft
- Otto Schneidereit: Operettenplaudereien; Berlin: Henschelverlag 1966
- Otto Schneidereit: Berlin, wie es weint und lacht. Spaziergänge durch Berlins Operettengeschichte – Berlin: VEB Lied der Zeit Musikverlag 1968
- Otto Schneidereit: Fritzi Massary. Versuch eines Porträts – Berlin: VEB Lied der Zeit Musikverlag 1970
- Otto Schneidereit: Richard Tauber: ein Leben – eine Stimme. – Berlin: VEB Lied der Zeit Musikverlag 1974, 4. überarbeitete und ergänzte Auflage, 1988. ISBN 3-7332-0044-6
- Otto Schneidereit: Paul Lincke und die Entstehung der Berliner Operette – Berlin: Henschelverlag 1977
- Otto Schneidereit (bearbeitet von Sabine Tuch und Dirk-Joachim Glävke): Franz Lehár. Eine Biographie in Zitaten – Berlin 1984: VEB Lied der Zeit Musikverlag
- Otto Schneidereit: Franz von Suppé. Ein Wiener aus Dalmatien – Berlin 1982: VEB Lied der Zeit Musikverlag

## Textbücher für das Heitere Musiktheater der DDR (Operette, Musical, Musikalisches Lustspiel u. a.)
- Bolero Operette – Musik von Eberhard Schmidt – Textbuch von Otto Schneidereit – Uraufführung: 15. September 1952, Metropoltheater Berlin
- Wer braucht Geld? Operette – Musik von Guido Masanetz – Textbuch von Otto Schneidereit (Erstfassung von In Frisco ist der Teufel los) – Uraufführung: 17. November 1956, Metropoltheater Berlin
- In Frisco ist der Teufel los Operette – Musik von Guido Masanetz – Neufassung des Textbuches Wer braucht Geld? von Otto Schneidereit mit Maurycy Janowski – Uraufführung: 17. November 1956, Metropoltheater Berlin

## Filmregie
- 1961 – Eine Handvoll Noten –  Regie, Drehbuch